# Joachim Hasler
Joachim Hasler (* 28. April 1929 in Berlin; † 25. Januar 1995 ebenda) war ein deutscher Regisseur, Drehbuchautor und Kameramann.

## Leben
Hasler absolvierte eine Lehre in einem Filmkopierwerk und arbeitete anschließend bei der Agfa Filmfabrik in Wolfen, wo er die Kameramänner Friedl Behn-Grund und Bruno Mondi kennenlernte. Ab 1947 folgte in den DEFA-Studios die Ausbildung zum Kameramann. Sein Kameradebüt gab er 1951 im DEFA-Film Das verurteilte Dorf. Bis 1984 war Hasler auch als Drehbuchautor tätig und führte bei populären DEFA-Filmen wie Heißer Sommer oder Nicht schummeln, Liebling! Regie.
Joachim Hasler war mit der Choreografin und Ballettdirektorin Gisela Walther verheiratet. Er verstarb im Januar 1995 in Berlin. Sein Grab befindet sich auf dem Auferstehungsfriedhof in Berlin-Weißensee.

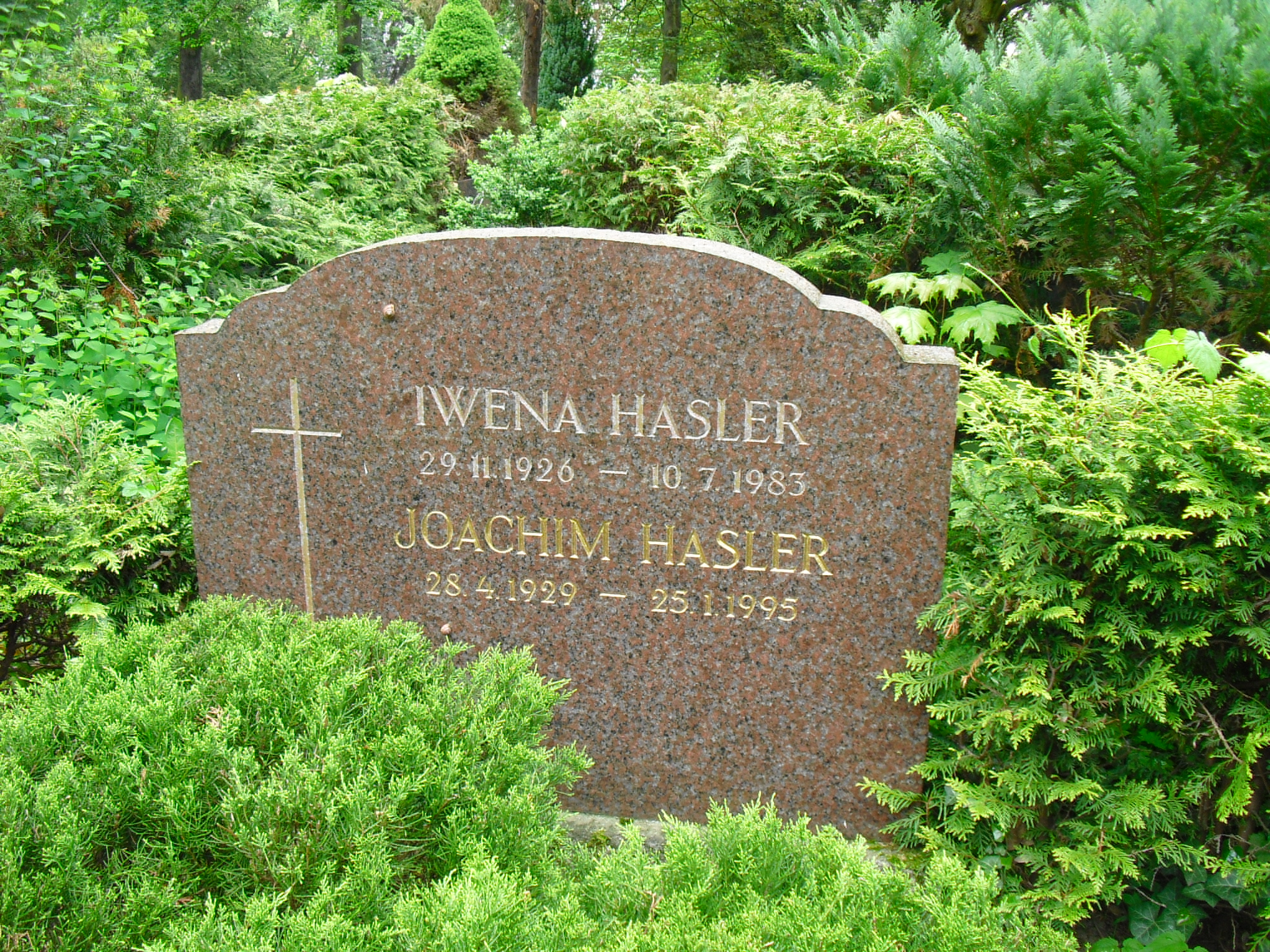
Grabstein auf dem Auferstehungsfriedhof in Berlin

## Filmografie

### Als Kameramann
- 1951: Sensation in San Remo (Assistent)
- 1952: Das verurteilte Dorf
- 1953: Die Unbesiegbaren
- 1954: Kein Hüsung
- 1954: Pole Poppenspäler
- 1955: 52 Wochen sind ein Jahr
- 1956: Zar und Zimmermann
- 1957: Spielbank-Affäre
- 1958: Das Lied der Matrosen
- 1960: Der schweigende Stern
- 1961: Septemberliebe

### Als Regisseur
- 1957: Gejagt bis zum Morgen – auch Kamera
- 1960: Wo der Zug nicht lange hält – auch Kamera, Drehbuch
- 1962: Der Tod hat ein Gesicht – auch Kamera, Drehbuch
- 1963: Nebel – auch Kamera, Drehbuch
- 1965: Chronik eines Mordes – auch Kamera
- 1966: Reise ins Ehebett – auch Kamera, Drehbuch
- 1968: Heißer Sommer – auch Kamera, Drehbuch
- 1970: Meine Stunde Null – auch Kamera
- 1972: Nicht schummeln, Liebling! – auch Kamera, Drehbuch
- 1978: Hiev up – auch Drehbuch
- 1980: Komödianten-Emil – auch Drehbuch
- 1981: Ein Engel im Taxi (TV) – auch Drehbuch
- 1984: Der Mann mit dem Ring im Ohr – auch Drehbuch

### Als Darsteller
- 1979: Addio, piccola mia

## Auszeichnungen
Als Teil des Kollektives des Spielfilms Das Lied der Matrosen wurde Hasler am 4. Oktober 1959 mit dem Nationalpreis II. Klasse ausgezeichnet.